# Argument
 Ovo je glavno značenje pojma Argument. Za druga značenja pogledajte Argument (razdvojba).
Argument (iz latinskoga "osnovna,  dokaz") je izjava ili niz izjava koje se koristi za opravdanje ili opovrgavanje jedne tvrdnje. 
Argumenti služe uvjeravanju ljudi o istinitosti ili o zabludi jedne teorije i zato su ključno sredstvo na području znanosti, kritike, rasprave i  dijaloga. 